# 야기에우워 왕조

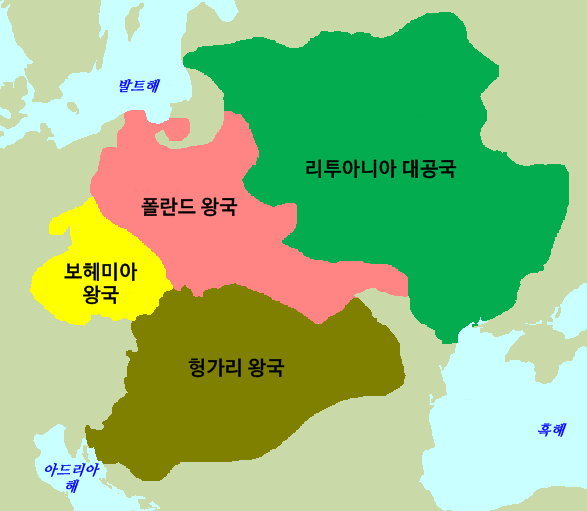
15세기말의 판도

야기에우워 왕조(폴란드어: Jagiellonowie, 리투아니아어: Jogailaičiai 요가일라 왕조)는 리투아니아 대공 요가일라가 세운 폴란드의 왕조이다. 1386년 리투아니아 대공 요가일라는 폴란드의 여왕 야드비가와 결혼하여 폴란드 왕 브와디스와프 2세라 칭하고 양국은 연합했다. 이 연합은 양국의 독립성을 인정한 다음 공통의 군주를 섬기는 왕조적 연합에 불과하며, 국내에서 소귀족이 독립하여 국가의 통일성은 결여되어 있었으나 독일 기사단을 격파하고 발트해의 출구를 확보하여 15세기의 카지미에시 4세 때에는 최성기를 이룩했으며, 보헤미아와 헝가리 왕위까지 장악해, 야기에우워 왕가는 폴란드-리투아니아계와 헝가리-보헤미아계로 분열된다. 그러나 헝가리-보헤미아 왕가는 모하치 전투에서 러요시 2세(루드비히 2세)가 전사하면서 단절 되고 합스부르크 왕가로 넘어가게 된다.
폴란드-리투아니아계열 최후의 왕 지그문트 2세 때 폴란드-리투아니아 양국은 단일이며 분할되지 않는 국가로서의 방향을 결정했으나 그의 죽음과 함께 야기에우워 왕조는 단절되고, 이후 폴란드 왕은 선거에 의해서 선출되게 되어 분열을 더해갔으며, 보헤미아-헝가리계 역시 합스부르크 왕가에 흡수되었다.

## 참고 자료
- Małgorzata Duczmal, Jagiellonowie. Leksykon biograficzny, Kraków 1996.
- Stanisław Grzybowski, Dzieje Polski i Litwy (1506-1648), Kraków 2000. ISBN 83-85719-48-2
- Paweł Jasienica, Polska Jagiellonów (1963), ISBN 978-83-7469-522-0
- Wojciech Dominiak, Bożena Czwojdrak, Beata Jankowiak-Konik, Jagiellonowie
- Marek Derwich, Monarchia Jagiellonów (1399-1586)
- Krzysztof Baczkowski, Polska i jej sąsiedzi za Jagiellonów
- 이 문서에는 다음커뮤니케이션(현 카카오)에서 GFDL 또는 CC-SA 라이선스로 배포한 글로벌 세계대백과사전의 내용을 기초로 작성된 글이 포함되어 있습니다.